# Iris (bier)
Iris is een Belgisch bier van spontane gisting.
Het bier wordt sinds 1996 gebrouwen in Brouwerij Cantillon te Anderlecht. Ter gelegenheid van de twintigste verjaardag van het Brussels Museum van de Geuze in 1998 werd dit volledig nieuw origineel bier van spontane gisting gebrouwen.

Het is een amberkleurig puur moutbier met een alcoholpercentage van 6%. Na het brouwproces volgt een spontane gisting. Dit is geen geuze maar een bier waarbij enkel gerstemout type pale ale wordt gebruikt en maar 50% overjaarse hop en 50% jonge hop. Dit bier rijpt gemiddeld twee jaar op houten vaten. Twee weken voor de botteling wordt opnieuw jonge (Saaz) hop toegevoegd, deze techniek noemt men koud hoppen. De Iris staat symbool voor de stad Brussel.